# Microbolus broadleyi
Microbolus broadleyi är en mångfotingart som beskrevs av Lawrence 1967. Microbolus broadleyi ingår i släktet Microbolus och familjen Pachybolidae. Inga underarter finns listade i Catalogue of Life.